# Calle Arbolantxa
La calle Arbolantxa es una calle ubicada en la villa de Bilbao. Conecta la calle San Vicente con las rampas de Uribitarte y la alameda de Mazarredo.

## Edificios de interés
Diversos edificios reseñables rodean la calle Arbolantxa:
- Casa de Socorro del Ensanche.[3]
- Edificio Albia recientemente remodelado con su nueva fachada en color blanco.
- Isozaki Atea, complejo de siete edificios diseñado por el arquitecto japonés Arata Isozaki con la colaboración del arquitecto bilbaíno Iñaki Aurrekoetxea. Se compone de dos torres gemelas de 82 metros y 23 plantas, y cinco edificios de entre 6 y 8 pisos.[4]

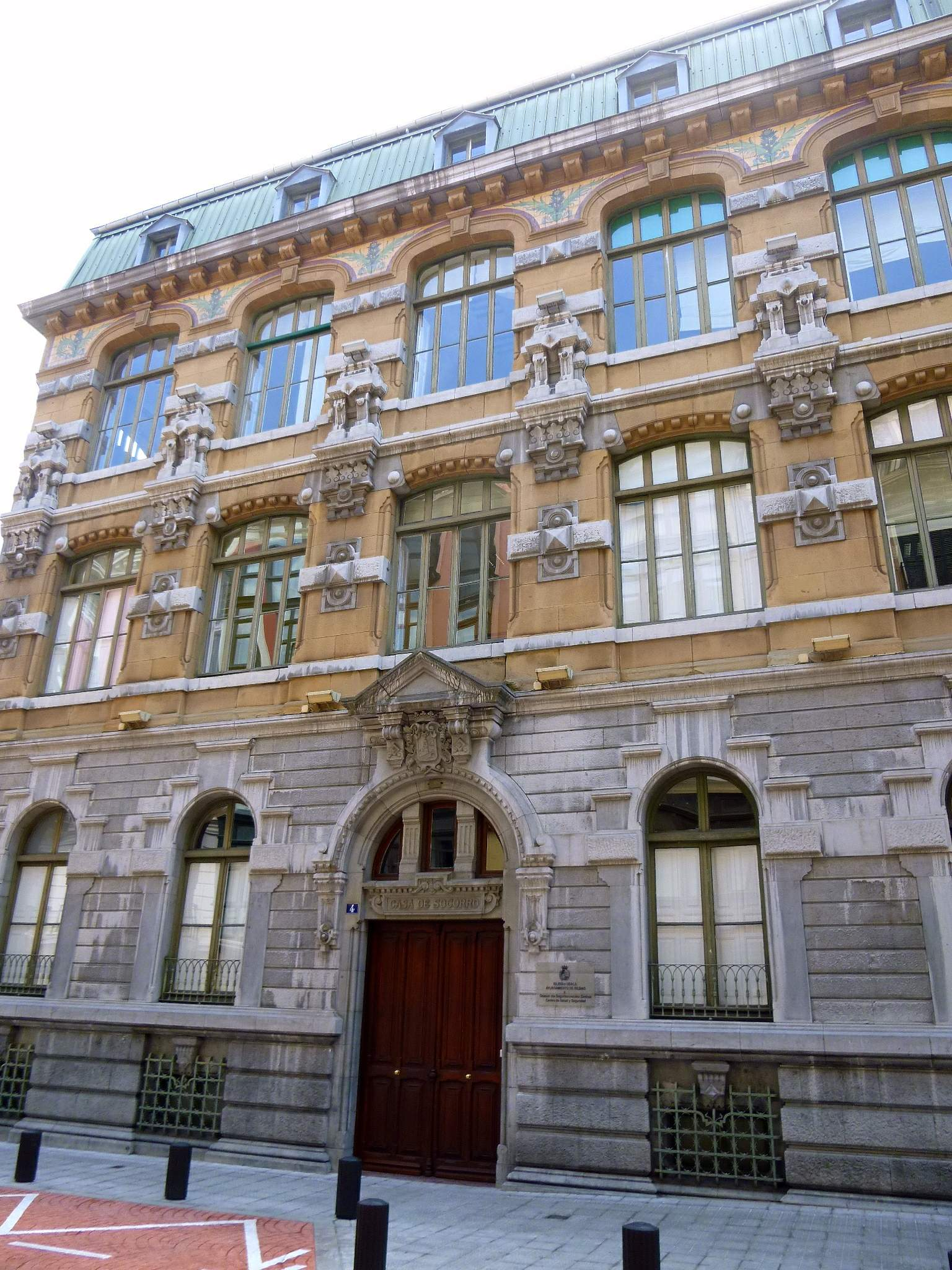
Casa de Socorro del Ensanche
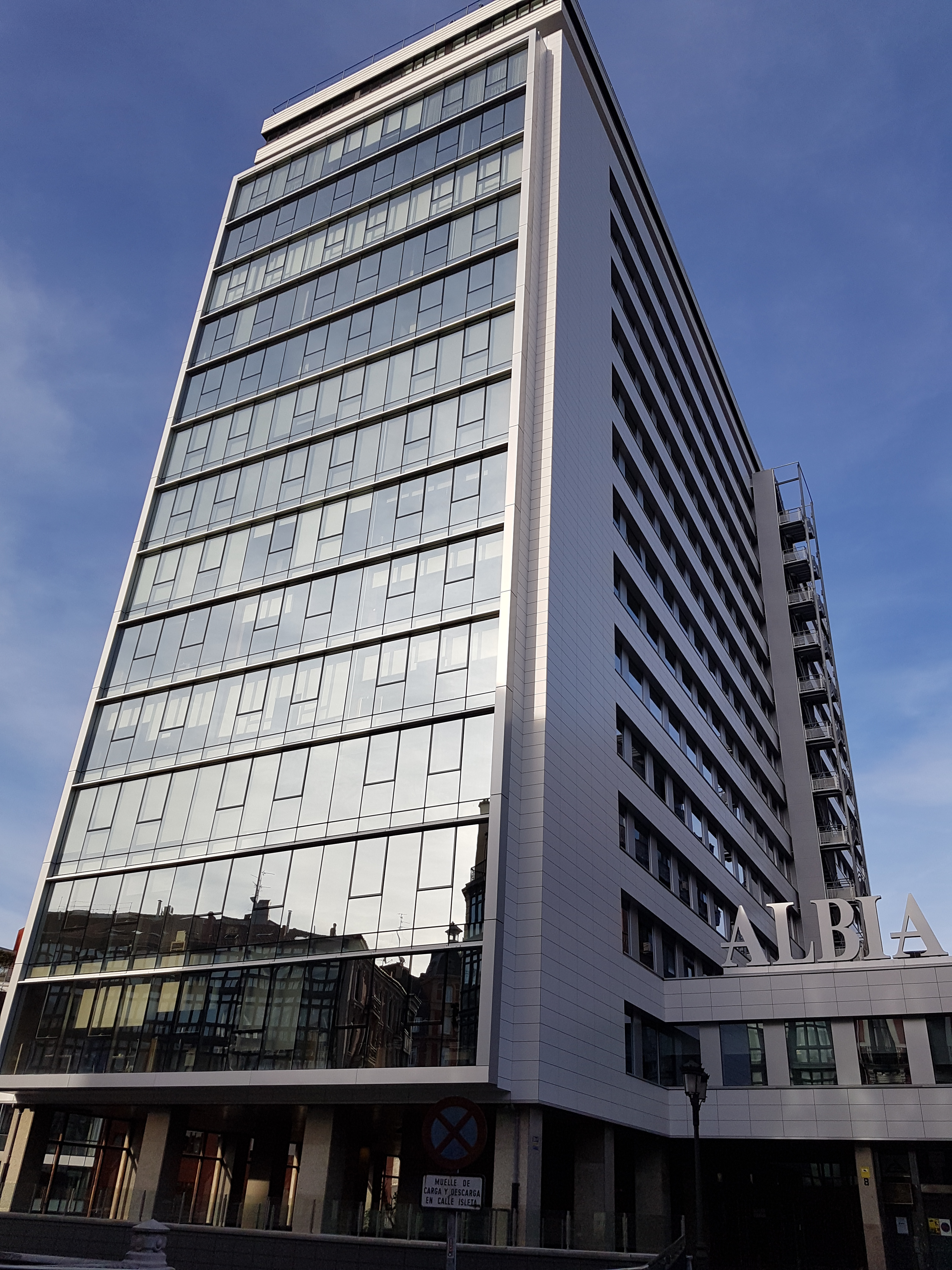
Edificio Albia
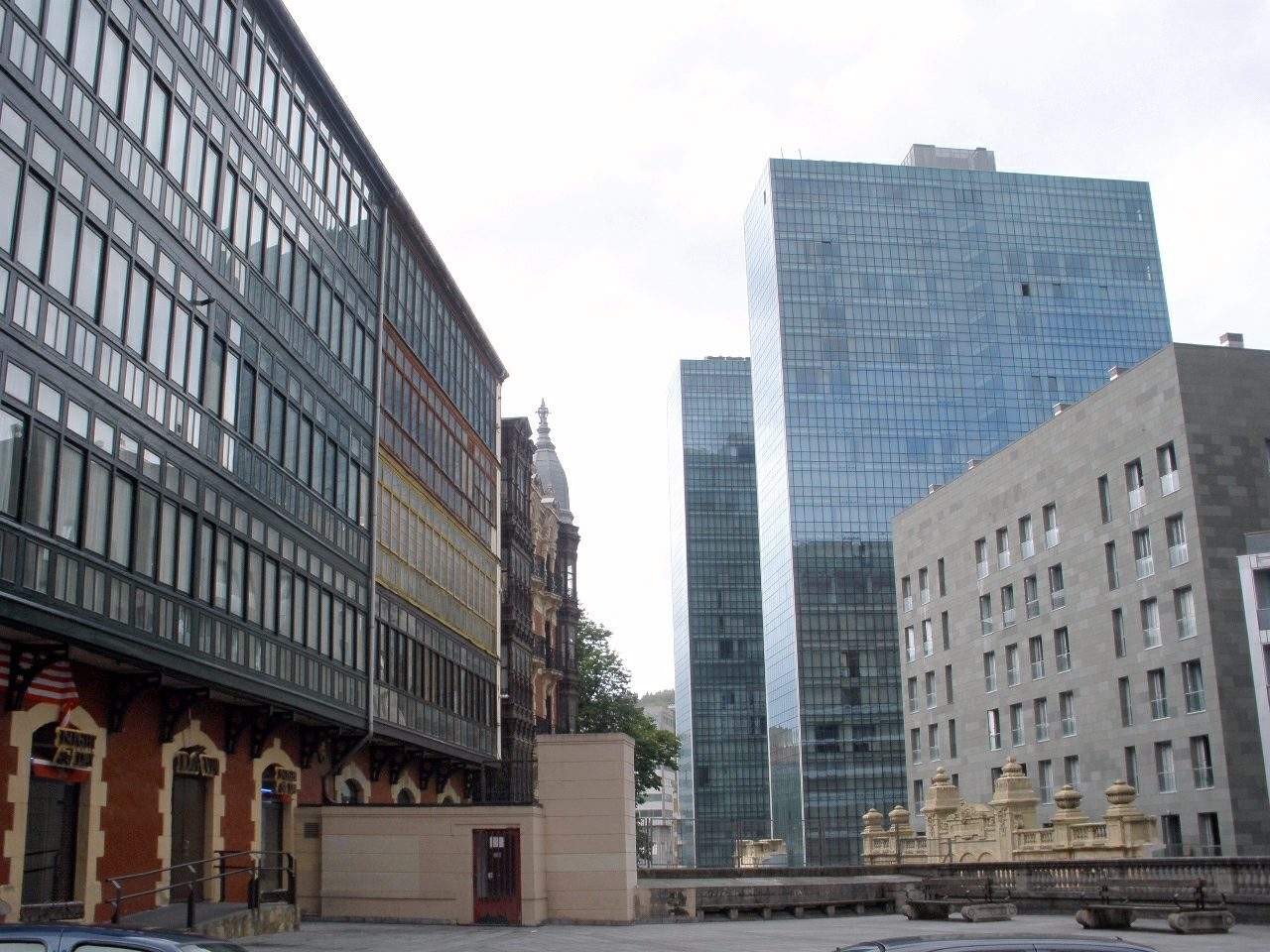
Isozaki Atea